# Hoogovenstoernooi 1977
Het Hoogovenstoernooi 1977 was een schaaktoernooi dat plaatsvond in het Nederlandse Wijk aan Zee. Het werd gewonnen door Gennadi Sosonko en Jefim Geller.

## Eindstand
| Nr.   | Speler                 | Punten |
| ----- | ---------------------- | ------ |
| Goud  | Gennadi Sosonko        | 8      |
| Goud  | Jefim Geller           | 8      |
| Brons | Jan Timman             | 7½     |
| 4     | Bojan Kurajica         | 7      |
| 5     | Friðrik Ólafsson       | 6      |
| 6     | Hans Böhm              | 5      |
| 6     | Lubomir Kavalek        | 5      |
| 6     | Anthony Miles          | 5      |
| 6     | Juraj Nikolac          | 5      |
| 10    | Guðmundur Sigurjónsson | 4      |
| 11    | Gert Ligterink         | 3      |
| 12    | László Bárczay         | 2½     |